# Acksjön (Möklinta socken, Västmanland)
Acksjön är en sjö i Sala kommun i Västmanland och ingår i Dalälvens huvudavrinningsområde. Sjön har en area på 0,0761 kvadratkilometer och ligger 88,1 meter över havet. Sjön avvattnas av vattendraget Kilsån.

## Delavrinningsområde
Acksjön ingår i det delavrinningsområde (666813-154292) som SMHI kallar för Utloppet av Gammelbysjön. Medelhöjden är 81 meter över havet och ytan är 11,6 kvadratkilometer. Det finns inga avrinningsområden uppströms utan avrinningsområdet är högsta punkten. Kilsån som avvattnar avrinningsområdet har biflödesordning 3, vilket innebär att vattnet flödar genom totalt 3 vattendrag innan det når havet efter 119 kilometer. Avrinningsområdet består mestadels av skog (56 procent) och jordbruk (25 procent). Avrinningsområdet har 0,27 kvadratkilometer vattenytor vilket ger det en sjöprocent på 2,3 procent.